# レチナ・オプ・サヴィニ
レチナ・オプ・サヴィニ（スロベニア語: Rečica ob Savinji）はスロベニアの町およびそれを中心とした基礎自治体である。歴史的にシュタイエルスカ地方に属し、現在ではサヴィニスカ地域に含まれる。2006年に独立した自治体として設立された。それ以前はモリジェ自治体に含まれていた。
地域の教区教会は聖カンティウス (en) を献じて、カトリック教会のツェリェ教区 (en) に属する。現在の教会は12世紀に設立され、17世紀中頃に建てられた。18世紀や19世紀に改築が行われている。